# Blue Mountain Peak
Blue Mountain Peak är ett berg i Jamaica. Det ligger i den östra delen av landet, 23 km öster om huvudstaden Kingston. Toppen på Blue Mountain Peak är 2 256 meter över havet. Blue Mountain Peak ligger på ön Jamaica. Det ingår i The Grand Ridge of the Blue Mountains.
Terrängen runt Blue Mountain Peak är huvudsakligen bergig. Blue Mountain Peak är den högsta punkten i trakten. Runt Blue Mountain Peak är det ganska tätbefolkat, med 129 invånare per kvadratkilometer. Närmaste större samhälle är Port Antonio, 19,8 km nordost om Blue Mountain Peak. I omgivningarna runt Blue Mountain Peak växer i huvudsak städsegrön lövskog.